# 1994 AS
1994 AS är en asteroid i huvudbältet som upptäcktes den 4 januari 1994 av den japanska astronomen Takao Kobayashi vid Ōizumi-observatoriet.
Asteroiden har en diameter på ungefär 12 kilometer.